# ミシシッピ・ブレーブス
ミシシッピ・ブレーブス（Mississippi Braves）は、アメリカ合衆国のミシシッピ州パールに本拠地をおいていたマイナーリーグ（MiLB）のプロ野球チーム。サザンリーグに所属し、メジャーリーグベースボール（MLB）のアトランタ・ブレーブス傘下AA級チームであった。

## 歴史
2005年、サウスカロライナ州グリーンビルを本拠地に活動していたサザンリーグのグリーンビル・ブレーブスが、ミシシッピ州パールへ移転したことにより誕生。
2008年に初のリーグ優勝を果たした。
2024年オフにチームはジョージア州コロンバスに移転し、2025年からはコロンバス・クリンストーンズとして活動することになった。

## 過去の所属選手
- ホセ・アスカニオ
- ブレイン・ボイヤー
- ジョーイ・デバイン
- ユネル・エスコバー
- ジェフ・フランコーア
- マット・ハリソン
- ジェイソン・ヘイワード
- チャック・ジェームズ
- ブライアン・マッキャン
- マーティン・プラド
- ジャロッド・サルタラマッキア
- スコット・ソーマン
- マニー・アコスタ